# تكديت (رواضي)
تكديت هي إحدى مشيخات المملكة المغربية، تتبع جغرافيا لإقليم الحسيمة وإداريًا لرواضي. يقدر عدد سكانها بـ 3235 نسمة حسب الإحصاء الرسمي للسكان والسكنى لسنة 2004.